# Шимішна (комуна)
Шимішна (рум. Șimișna) — комуна у повіті Селаж в Румунії. До складу комуни входять такі села (дані про населення за 2002 рік):
- Хешмаш (414 осіб)
- Шимішна (1023 особи) — адміністративний центр комуни

Комуна розташована на відстані 365 км на північний захід від Бухареста, 43 км на схід від Залеу, 50 км на північ від Клуж-Напоки.

## Населення
У 2009 році у комуні проживали 1260 осіб.